# Guglhupfgeschwader

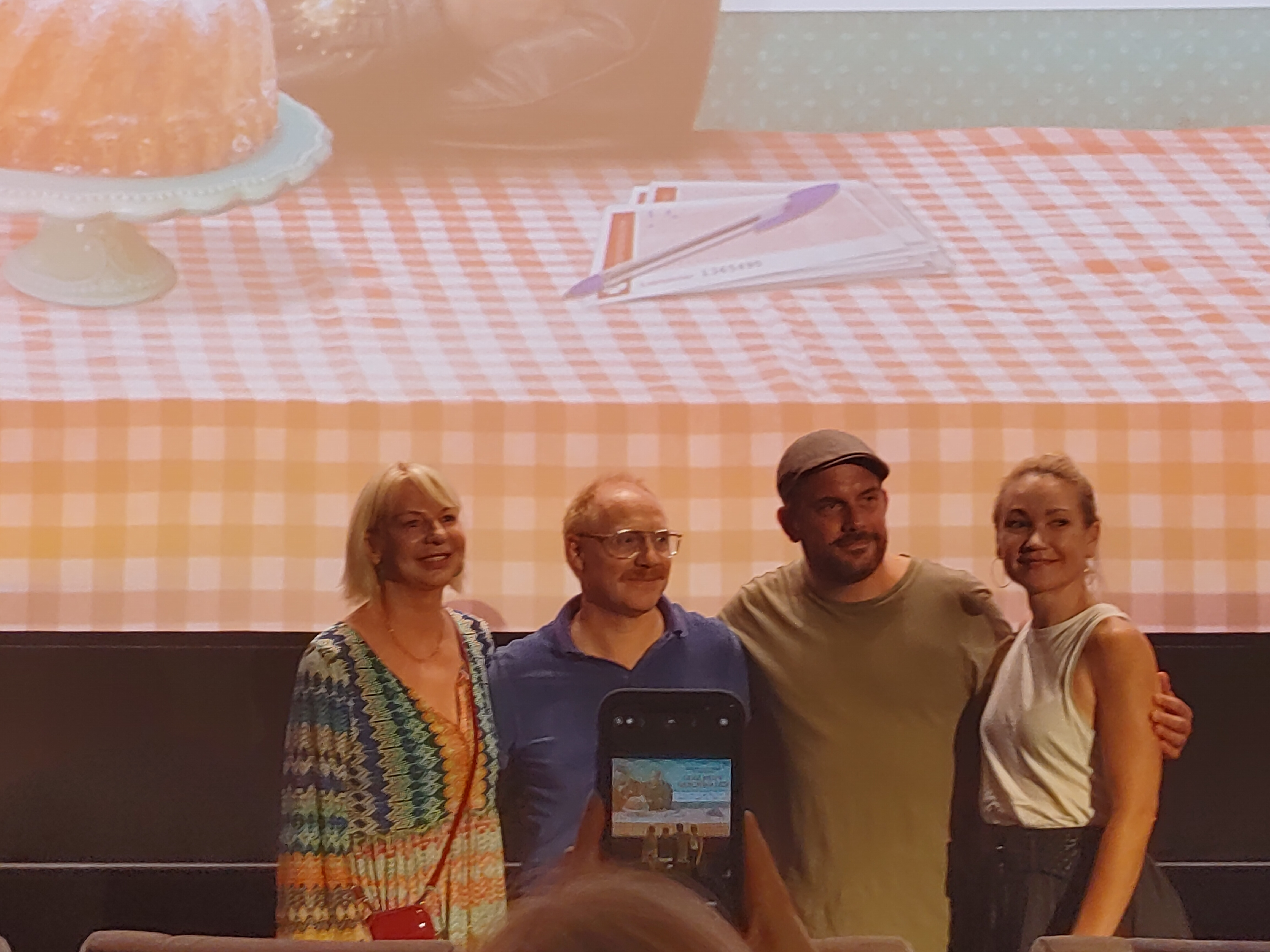
Filmpräsentation in Frankfurt am Main am 3. August 2022

Guglhupfgeschwader ist eine deutsche Kriminalkomödie aus dem Jahr 2022 von Ed Herzog mit Sebastian Bezzel und Simon Schwarz in den Hauptrollen. Es ist der achte Teil der Heimatkrimi-Filmreihe um den Polizisten Franz Eberhofer nach den Romanen von Rita Falk.

## Handlung
Der Hauptstrang dreht sich um den „Lotto-Otto“, den etwas beschränkten 24-jährigen Sohn von Nicole, der Inhaberin der Niederkaltenkirchener Lottoannahmestelle. Er wird vor Franz’ Augen beschossen, dabei stellt sich heraus, dass ihm zuvor schon ein halber Finger abgeschnitten wurde, später explodiert in Nicoles Laden ein Molotowcocktail, was Nicole nicht überlebt. Franz bringt Otto zunächst bei Rudi unter, wo er Rudis Auto stiehlt und hinter der tschechischen Grenze verramscht. Wie sich herausstellt, ist Otto spielsüchtig und wird wegen hoher Schulden von einer Bande verfolgt, an deren Kopf „Mike“ steht, ein Ausbildungskollege von Franz und jetzt Dienststellenleiter, der sich nebenbei mit kriminellen Geschäften etwas dazuverdient. Als Franz nach mehreren Verwicklungen Otto bei sich unterbringt und dieser seinerseits Mike zu erpressen versucht, wird das Eberhofer-Haus schließlich am hellichten Tag von der Bande unter Beschuss genommen, bis es Leopold, der sich eigentlich selbst erschießen wollte, gelingt, sie auszuschalten.
Nebenstränge, die mit der Haupthandlung interagieren:
- Franz Eberhofer soll sein zehnjähriges Dienstjubiläum feiern. Die dafür von seiner Oma gebackenen Guglhupfe werden beim Angriff auf das Haus zerschossen. Am Ende bleibt Franz als Einziger der Feier fern, weil er sich auf der Insel des Kreisverkehrs mit Rudi versöhnt.
- Als Ersatz für den in der Vorfolge gestorbenen Hund Ludwig schenkt Rudi Franz am Anfang den Tierheimhund „Hinkelotta“ (das dreibeinige Tier, mit dem in der Vorfolge der Zeuge das erste Mordopfer aufgefunden hat). Franz will den Hund nicht, obwohl die Oma und Pauli sich sofort mit ihm anfreunden, worauf Rudi die Freundschaft zu Franz endgültig aufkündigt. Er hat sowieso eine neue Freundin namens Theresa, eine betont spirituell lebende Frau, mit der Franz naturgemäß überhaupt nicht klarkommt. Sie verliebt sich jedoch im Laufe der Handlung in Lotto-Otto und lässt Rudi sitzen. In der Schlussszene akzeptiert Franz „Hinkelotta“ schließlich als seinen Hund.
- In der Vorfolge hat Bruder Leopold den gemeinsamen Neubau in einem Wutanfall schwer beschädigt. Da die Versicherung wegen Vorsatz nicht aufkommt, verdonnert die Oma ihre gesamte Familie zum Lottospiel. Ein von Leopold mit den Geburtsdaten seiner Kinder ausgefüllter Schein hat tatsächlich sechs Richtige, wurde aber von Franz klammheimlich Ignaz Flötzinger als improvisiertes Geburtstagsgeschenk überreicht, worüber dieser zunächst erzürnt war. Flötzinger, der in der Vorfolge von seiner Familie verlassen wurde, beginnt ein Leben in Saus und Braus, bis sich herausstellt, dass die Verbindung der Annahmestelle zur Zentrale unterbrochen war und der Schein nicht an die Lottozentrale übermittelt wurde, so dass der Millionengewinn nicht beansprucht werden kann. Als Leopold nach verzweifelter Suche zufällig erfährt, wie sein Schein abhandengekommen ist, ist der Familienfriede nachhaltig gestört.
- Als sich herausstellt, dass Franz 24 Jahre zuvor mit Nicole eine kurze Affäre hatte, während er bereits mit Susi zusammen war, wird er von allen für Ottos bis dahin unbekannten Vater gehalten und von Susi gemieden. In der von Todesangst geprägten Belagerungsszene gesteht Papa Eberhofer, er sei Ottos Vater. Ein heimlicher DNA-Test schließlich ergibt allerdings, dass Otto mit Franz nicht einmal verwandt ist und daher weder sein Sohn noch sein Halbbruder sein kann.

## Abweichungen von der Romanfassung
Ottos Herkunft wird im Roman nicht diskutiert; es wird lediglich erwähnt, dass er Franz sehr ähnlich sieht.
Nach dem Tod seines Hundes Ludwig hat Franz Hinkelotta bereits am Ende von Kaiserschmarrndrama aus dem Tierheim geholt. Die Szene im Film, in dem er die von Rudi geschenkte Hinkelotta ablehnt, lehnt sich an den Epilog von Kaiserschmarrndrama an, in dem geschildert wird, wie Franz Ludwig als Welpen zu seinem 30. Geburtstag von Rudi geschenkt bekommen hatte. Akzeptiert hatte er den Hund erst, als dieser einen bei der Feier anwesenden (und von Franz als unsympathisch beschriebenen) Preußen angeknurrt hatte, was Franz dazu veranlasst hatte, den Hund Ludwig zu nennen.
Die Filmszene, in der Otto versucht, Mike Kuglmayer zu erpressen, kommt im Roman nicht vor. Dort ist Mike weder Ausbildungskollege von Franz noch Dienststellenleiter, sondern ein Kollege von Karl Stopfer in Landshut. Er ist auch nicht der Kopf, sondern lediglich die Nummer zwei in einer Organisation, die bis jenseits der tschechischen Grenze aktiv ist. Der eigentliche Kopf der Bande ist im Roman ein ehemaliger Polizist aus Ostdeutschland namens Kevin Dennis Meerbusch, der Kuglmayer vor einigen Jahren bei einem gemeinsamen Einsatz beim G7-Gipfel in Elmau angeworben hat. Kuglmayer lässt sich widerstandslos festnehmen und ist geständig, warnt Franz aber, Meerbusch werde sich nicht so einfach ergeben. Die Schusswechselszene findet in Meerbuschs Jagdhütte im Bayerischen Wald statt, wo dieser von Franz und Rudi gestellt wird.

## Hintergrund
Der Film wurde vom 6. September 2021 bis zum 15. Oktober 2021 gedreht. Die Premiere fand am 28. Juli 2022 im Mathäser Filmpalast in München statt, der Kinostart am 4. August 2022.

## Rezeption

### Kritiken
Tilmann P. Gangloff wertete für Tittelbach.tv: Der neue Eberhofer-Krimi „bringt erneut alles mit, was die Reihe auszeichnet: eine abwechslungsreiche Handlung, pointenreiche Dialoge, skurrile Figuren, schurkische Schurken. Eigentlich will der unterambitionierte niederbayerische Dorfsheriff Franz bloß seine Ruhe, aber Freund Rudi ärgert sich, weil der Provinzpolizist immer die Lorbeeren für die gemeinsam gelösten Fälle erntet, und Freundin Susi schleppt ihn gar zum Paartherapeuten. Alles beim Alten, inklusive der unvermeidlichen Runde im dörflichen Kreisverkehr, aber der mitunter makabre Humor ist diesmal etwas düsterer als sonst und keineswegs immer harmlos; auch die Inszenierung wirkt zugespitzter. Ein simpler Kniff hat zur Folge, dass die boshaften Dialoge direkt ins Herz treffen.“
In der Süddeutschen Zeitung wertete Holger Gertz: „Ed Herzog inszeniert wie immer souverän. Der rund anderthalb Stunden lange Film ist amüsant, gewohnt derb und hat auch ein paar leise Momente […] Dazu gibt es jede Menge Sprüche, die nicht immer politisch korrekt sind, die aber von den Frauen gekonnt abgeschmettert werden. So manches treibt der Film auf die Spitze […] Herzog gelingt die Gratwanderung, den Streifen bei aller Übertreibung nicht ins Klamaukige abgleiten zu lassen. Stattdessen können sich die Zuschauer in den gewohnten Figuren wiederfinden.“
Dieter Oßwald schrieb bei Programmkino.de: „Sprüche, Timing, Slapstick, alles passt. Zwar lahmt der neue Hund noch etwas, der tierisch gute Ludwig ist eben einfach unersetzlich. Dafür bekommen Sebastian Bezzel und Simon Schwarz als Ermittlerduo am Kreisverkehr, dem obligatorischen runni[n]g-gag beim Eberhofer, endlich ihr ziemlich intimes Happyend.“